# Daniel Revenu
Daniel Revenu, född 5 december 1942 i Issoudun, Indre, död 2 januari 2024 i Melun, Seine-et-Marne, var en fransk fäktare som tog OS-brons i herrarnas lagtävling i florett i samband med de olympiska fäktningstävlingarna 1976 i Montréal. Han tog OS-guld i samma gren 1968.